# Amphixystis magica
Amphixystis magica är en fjärilsart som beskrevs av László Anthony Gozmány. Amphixystis magica ingår i släktet Amphixystis och familjen äkta malar. Inga underarter finns listade i Catalogue of Life.